# Castellbell i el Vilar
Castellbell i el Vilar ist eine Gemeinde in der katalanischen Comarca Bages in der Provinz Barcelona. Sie hat 4.138 Einwohner (Stand: 2024) und liegt am rechten Ufer des Llobregat auf einer Seehöhe von 188 Metern. Das Gebiet der Gemeinde erstreckt sich auf eine Fläche von 28,18 km².
Das Dorf ist weitgehend landwirtschaftlich geprägt. Wichtigster Industriezweig ist die örtliche Baumwollindustrie. Die Burg Castellbell, die im 14. Jahrhundert im Stil der Gotik errichtet wurde, war zusammen mit der Burg Claramunt am Handelsweg nach Barcelona der wichtigste Kontrollpunkt im unteren Tal des Llobregat. Die Brücke über den Fluss ist ebenfalls auf das 14. Jahrhundert datiert.
Der Bahnhof des Ortes an der Bahnstrecke zwischen Barcelona und Manresa wird sowohl von der FGC als auch von der RENFE bedient.

## Persönlichkeiten
- Albert Alavedra (* 1999), spanisch-andorranischer Fußballspieler